# Girls Fall Like Dominoes
Singles de Nicki Minaj
Did It On'em
(2011) Super Bass
(2011)
Pistes de Pink Friday
Muny
(16)
Girls Fall Like Dominoes est une chanson de la rappeuse trinidadienne Nicki Minaj. Celle-ci a servi en tant que sixième single  issu de premier album de Minaj, Pink Friday (2010). Le refrain est un sample de Dominos, un titre datant de l'année 2009 du groupe de rock indépendant britannique The Big Pink. Girls Fall Like Dominoes a originellement été dévoilée en tant que piste bonus figurant sur le premier album de Minaj, Pink Friday via l'iTunes Store ; cependant la chanson fut plus tard incluse sur toutes les éditions de l'album au Royaume-Uni qui sortit pour la première fois le 11 mars 2011. Le single sortira un mois plus tard le 11 avril 2011 en Australie et le 15 avril 2011 en tant que quatrième single en Angleterre après Moment 4 Life.

## Développement et composition
Girls Fall Like Dominoes a tout d'abord été dévoilée en tant que piste bonus sur l'iTunes Store durant la sortie de Pink Friday . La chanson a plus tard été incluse sur la liste officielle des chansons de la version ré-éditée pour le Royaume-Uni de l'album.
Produite par J.R. Rotem, Girls Fall Like Dominoes a été décrite comme une « chanson jubilatoire et sauvage ». Lyricalement[Quoi ?], Minaj rappe sur la façon dont elle est assez chaude[style à revoir] pour voler les fans d'autres rappeurs masculins, dans le cas présent celui-ci[style à revoir] de Lil Wayne et de Drake. Minaj nomme également d'autres personnes de l'industrie du spectacle, dont : 
- Lil Wayne
- Drake
- Kristin Cavallari
- Kourtney Kardashian
- Kim Kardashian
- Khloé Kardashian
- Ciara
- Keri Hilson
- M.I.A.
- Mariah Carey
- Mo'Nique
- Madonna et son single de 1984, Material Girl
- Angelina Jolie
- Al Pacino
- Grace Jones
- Rihanna
- Donatella Versace
- John Galliano
- Jada Pinkett Smith
- Beyoncé
- Wilhelmina Models[2],[4].

Pendant que Rotem créa des accords caractéristiques colossales[Quoi ?] pour la chanson, Minaj y parle de son amour pour les femmes. La production de Rotem dans la chanson a été décrite comme diaboliquement accrocheuse[Quoi ?] et « synthé-trempée ».
Girls Fall Like Dominoes sample la chanson Dominos du groupe britannique The Big Pink. Dan Martin de NME déclara que Minaj améliore la chanson originale par un « coup de maître ». Enlevant les couplets inutiles à cause de regards sexiste de la chanson originale tout en ajoutant des breakbeats disco ainsi que des effets vocaux sans fin, Minaj envoie un message de pouvoir aux femmes[non neutre].

## Liste des titres
UK Digital single
1. Girls Fall Like Dominoes (Radio Edit) – 3 min 22 s
2. Girls Fall Like Dominoes (Distance Remix) – 3 min 50 s

## Classement
| Classement (2011)              | Meilleure position |
| ------------------------------ | ------------------ |
| Australie (ARIA)               | 99                 |
| Australie (Urban ARIA)         | 30                 |
| Nouvelle-Zélande (RMNZ)        | 13                 |
| Irlande (IRMA)                 | 28                 |
| Écosse (OCC)                   | 27                 |
| Royaume-Uni (UK R&B Chart)     | 8                  |
| Royaume-Uni (UK Singles Chart) | 24                 |

## Historique de sortie
| Pays        | Date          | Type                   |
| ----------- | ------------- | ---------------------- |
| Australie   | 11 avril 2011 | Téléchargement digital |
| Royaume-Uni | 13 avril 2011 | BBC Radio 1 (airplay)  |